# Liu (kejsarinna)
Liu, född 969, död 1033, var en kinesisk kejsarinna, gift med kejsar Song Zhenzong. Hon var Kinas regent som förmyndare för sin styvson, kejsar Song Renzong, från 1022 till 1033. 

## Tidigt liv
Liu kom från Huayang. Hon kom ur fattiga förhållanden och arbetade som artist. Hon kom till kejsarhovet år 983, sedan tronföljaren Zhenzong hade låtit det bli känt att han skulle vilja ha en kvinna från Shu, som då var kända för sin skönhet. Hon anlände till hovet i sällskap med en silversmed vid namn Gong Mei, som påstod sig vara hennes bror, och som därför ändrade namn till Liu Mei, men som ryktades vara hennes hallick. Kronprinsen blev så förtjust i henne att kejsaren till slut förvisade henne från hovet för att ha distraherat tronföljaren från hans plikter.

## Kejsarinna
När Song Zhenzong blev kejsare år 997 kunde hon återvända till hovet. Hon var kejsarens gunstling och favorit och befordrades i graderna som konkubin från meiren 1004 till xiuyi 1009. När kejsarinnan Guo (975-1007) avled ville kejsaren ge Liu titeln kejsarinna, men mötte motstånd bland sina rådgivare. Han befordrade henne dock till defei (Gemål) år 1012, och några månader senare samma år till kejsarinna. 
Varken Liu eller kejsarens tidigare makor Pan (967-989) och Guo (975-1007) fick några barn. År 1010 fick kejsaren slutligen en son, Song Renzong, med en piga vid namn Li, som adopterades och utnämndes till tronarvinge. Kejsarinnan Liu tog tronarvingen från hans biologiska mor och uppfostrade honom i tron att han var hennes egen son. Att tronarvingar adopterades på detta sätt och att kejsarinnan sedan betecknades som kronprinsens lagliga mor var vanligt, men det brukade ske utan att man för den skull dolde att han hade en biologisk mor, och att Liu lät kronprinsen tro att hon var hans enda, köttsliga mor och dolde att han hade en biologisk mor var därför något ovanligt. 
Kejsarinnan Liu beskrivs som naturligt alert, med god bedömning och en förmåga att kunna fatta snabba beslut när det var nödvändigt, och hon demonstrerade sin begåvning och omdöme i de uppgifter hon hade då hon som kejsarinna skötte hovets angelägenheter. Trots sin bakgrund lyckades hon skaffa sig den kunskap som krävdes för att förstå och diskutera statens affärer med kejsaren. Detta fick kejsaren att fatta förtroende för hennes förmåga i politiska sammanhang, och han delegerade därför ofta politiska uppgifter till henne då han var sjuk. När Song Zhenzong insjuknade i en kronisk sjukdom 1020, skötte Liu redan i praktiken statens affärer. Lius motståndare försökte övertala kejsaren att utnämna den omyndige tronarvingen till regent under hans sjukdom med stöd av Lius motståndare Kouh Zhun, men vid denna tidpunkt var hennes makt redan så etablerad att hon kunde ta över regeringen helt. 

## Regent
När kejsar Song Zhenzong avled år 1022 och efterträddes av den tolv år gamla kejsar Song Renzong, blev änkekejsarinnan Liu formellt Kinas regent under sin adoptivsons omyndighet. Som regent gav Liu audiens i tronhallen (med kejsaren vid sin sida), lät sin födelsedag firas under ett särskilt namn och sände ut diplomater i eget namn, precis som en kejsare normalt gjorde. Hon gick så långt att hon utförde den heliga plogningsceremonin och utförde förfädersdyrkan i förfädernas tempel, något som annars var en kejsares absoluta privilegium, och som sedan skulle fördömas som ett dåligt exempel för kvinnliga regenter. Som politiker fick Liu ett gott omdöme: hon beskrivs som strikt, bestämd och kraftfull, men hon utnämnde också kapabla rådgivare och var lyhörd inför deras råd. Trots att hon hade ett häftigt temperament och det förekom att hon förvisade kritiker till provinserna, tillät hon en öppen debatt, och var också förmögen att visa mildhet. Hon förvisade sin motståndare Kouh Zhun snarare än att avrätta honom; hon återinstallerade minister Li Di trots att hon personligen inte hade en god relation till honom, sedan han medgett att hon var en kapabel regent; hon rättade sig efter en rådgivare som avrådde henne från att färdas först i en procession före kejsaren själv, och hon dämpade den favoritism hon visade sina släktingar sedan hon fått kritik för det. 
Hon var känd för sin lojalitet och tacksamhet mot de som hade hjälpt henne i det förflutna, och särskilt känt är hur hon kallade sin "bror" Gong Mei till hovet och gav honom och hans släktingar titlar och befattningar.  
Formellt skulle hennes mandat som förmyndarregent i det här fallet löpa ut efter fem år, eftersom myndighetsåldern för en kejsar i Kina var sjutton år, men Liu vägrade att avgå och fortsatte som regent även sedan kejsaren blev myndig, fram till sin egen död, då kejsaren var 23 år gammal och hade varit myndig i sex år. När hon avled år 1033, lämnade hon instruktioner i sitt testamente om att Gemål Yang skulle efterträda henne som kejsarens regent. Hennes bestämmelse åtlyddes inte, och kejsaren kunde slutligen överta regeringen. Han reagerade häftigt när han fick veta att hon inte varit hans biologiska mor, och försköt den kejsarinna hon valt ut åt honom. 

## Eftermäle
Historiskt sett har Liu fått ett blandat omdöme. Hon har blivit beundrad för sin politiska förmåga, för att ha bevarat stabilitet, fred och lagar, för att ha befordrat de värdiga och avskedat de olämpliga; men hon blev också kritiserad för att ha använt sig av alla en monarks rituella privilgier och låtit sig bli dyrkad som en kejsare, samt för att flera av de släktingar av en fattig bakgrund hon utnämnde varit olämpliga och vulgära och skämt ut tronen. Hon fungerade länge både som en förebild för andra kvinnliga regenter och som ett avskräckande exempel.